# Martin Čater
Martin Čater (Celje, 20 dicembre 1992) è uno sciatore alpino sloveno, specialista delle prove veloci.

## Biografia
Čater, attivo in gare FIS dal dicembre del 2007, ha esordito in Coppa Europa il 7 gennaio 2011 a Wengen in supergigante (28º), in Coppa del Mondo il 9 marzo 2013 a Kranjska Gora in slalom gigante, senza completare la prova, e ai Campionati mondiali a Vail/Beaver Creek 2015, dove si è classificato 25º nella discesa libera, 29º nel supergigante e 20º nella combinata. Due anni dopo, nella rassegna iridata di Sankt Moritz 2017, è stato 17º nel supergigante, 13º nella combinata e non ha completato lo slalom gigante.
Ai XXIII Giochi olimpici invernali di Pyeongchang 2018, suo debutto olimpico, si è classificato 19º nella discesa libera e non ha concluso il supergigante,  lo slalom gigante e la combinata; ai Mondiali di Åre 2019 è stato 13º nel supergigante. Il 13 dicembre 2020 ha conquistato a Val-d'Isère in discesa libera la prima vittoria, nonché primo podio, in Coppa del Mondo e ai successivi Mondiali di Cortina d'Ampezzo 2021 si è classificato 24º nel supergigante e non ha completato la combinata. Ai Mondiali di Courchevel/Méribel 2023 si è piazzato 35º nella discesa libera e non ha completato il supergigante e la combinata, a quelli di Saalbach-Hinterglemm 2025 è stato 12º nella gara a squadre, 34º nella discesa libera e non ha completato il supergigante.

## Palmarès

### Coppa del Mondo
- Miglior piazzamento in classifica generale: 52º nel 2018
- 1 podio (in discesa libera):
  - 1 vittoria

#### Coppa del Mondo - vittorie
| Data             | Località    | Paese   | Specialità |
| ---------------- | ----------- | ------- | ---------- |
| 13 dicembre 2020 | Val-d'Isère | Francia | DH         |

Legenda:

DH = discesa libera

### Coppa Europa
- Miglior piazzamento in classifica generale: 122º nel 2017

### South American Cup
- Miglior piazzamento in classifica generale: 3º nel 2017
- Vincitore della classifica di combinata nel 2017
- 10 podi:
  - 1 vittoria
  - 5 secondi posti
  - 4 terzi posti

#### South American Cup - vittorie
| Data              | Località    | Paese | Specialità |
| ----------------- | ----------- | ----- | ---------- |
| 12 settembre 2016 | El Colorado | Cile  | KB         |

Legenda:

KB = combinata

### Campionati sloveni
- 20 medaglie[1]:
  - 9 ori (supergigante, slalom gigante nel 2016; discesa libera, supergigante nel 2017; discesa libera, supergigante nel 2018; supergigante nel 2021; discesa libera, supergigante nel 2023)
  - 4 argenti (discesa libera nel 2014; combinata nel 2018; discesa libera nel 2016; discesa libera, combinata nel 2022)
  - 7 bronzi (discesa libera nel 2013; supergigante nel 2014; discesa libera nel 2015; combinata nel 2017; discesa libera nel 2021; supergigante nel 2022; combinata nel 2023)